# 高岡第一高等学校
高岡第一高等学校（たかおかだいいちこうとうがっこう、英: Takaoka Daiichi High School）は、富山県高岡市本郷にある私立高等学校。通称は「高一（たかいち）」、「一高（いちこう）」。設置者は学校法人高岡第一学園。

## 設置学科
- 普通科（下記の4コースがある）
  - 特別進学コース
  - 特別進学Aコース
  - 進学コース
  - 未来創造コース

## 沿革
- 1959年（昭和34年）
  - 学校法人並びに高等学校設立申請書を提出、設置認可により高岡第一高等学校が誕生。理事長兼学校長は創立者・川原忠平。
  - 4月1日[1] - 開校。突風により建築中の校舎が倒壊したため、予定を大幅に遅らせ、高岡西部中学校で入学式が行われた。初年度入学者数四百十六名。
- 1961年（昭和36年）
  - 4月 - 工業科（自動車科）新設。
  - 12月 - 体育館（現第二体育館）完成。
- 1962年（昭和37年）4月 - 商業科新設、自動車実習場完成。
- 1963年（昭和38年）11月 - 本館（現1号館）完成。
- 1966年（昭和41年）7月 - 新館（現6号館）完成。
- 1968年（昭和43年）5月 - 特別教室館（現4号館）完成。
- 1970年（昭和45年）9月 - 新館（現2号館北側）完成。
- 1975年（昭和50年）
  - 創立学園長川原忠平逝去、学園葬が行われ、「川原賞」が創設される。
  - 4月 - 普通科に特別進学コース設置。
  - 10月 - 新館（現2号館南側）完成。
- 1976年（昭和51年）
  - 2月 - 理事長に川原隆平就任、第二代校長に村上俊夫就任。
  - 9月 - 氷見市上田子地内に野球場完成。
  - 3月 - 校舎増築、現3号館完成。
- 1979年（昭和54年）
  - 7月 - 合宿所「洗心館」完成。
  - 10月 - テニスコート4面完成。
- 1981年（昭和56年）
  - 4月 - 第三代校長に川人貞現就任。
  - 8月 - 野球部が第63回全国高等学校野球選手権大会（夏の甲子園大会）の富山県勢（私立高校初）となる。初戦敗退。
- 1984年（昭和59年）5月 - 中国・錦州中学と友好姉妹校締結。
- 1985年（昭和60年）3月 - 第一体育館完成。
- 1990年（平成2年） - 自習室、情報処理室設置。
- 1992年（平成4年）
  - 2月 - カナダ・サスカトゥーン市内高校との交流開始。
  - 9月 - トレーニングルーム完成。
- 1993年（平成5年）4月 - 高岡西田地区内に新野球場竣工。
- 1995年（平成7年）4月 - 中庭フレンドパーク整備。
- 1996年（平成8年）4月 - 第四代校長に鈴木康文就任。
- 1998年（平成10年）8月 - 校舎二号館外壁塗装工事及びエアコン取り付けのための配線工事が行われる。
- 2001年（平成13年） - 美術室移転整備、大講義室設置、第二情報室の整備など、設備の充実化が図られる。
- 2006年（平成18年）8月 - 校舎を利用し映画「キトキト！」の撮影が行われ、エキストラとして生徒・教員が出演。
- 2007年（平成19年）4月 - 第五代校長に明長隆就任。
- 2009年（平成21年）8月 - 図書室・書道室の移転整備、二号館北側校舎耐震補強工事が行われる。

## 部活動
- 運動部 - 野球、バスケットボール（男・女）、バレーボール（男・女）、サッカー、ハンドボール、ラグビー、バドミントン、柔道、テニス、ゴルフ、チアリーディング、空手道、ダンス、卓球、吹奏楽、美術、書道、写真、軽音楽、新聞、英会話、文芸、ディベート
- 文化部 - 吹奏楽、美術、書道、写真、軽音楽、新聞、英会話、文芸、ディベート
- 同好会 - 陸上競技、日本文化（華道・茶道）

## 校歌
作詞：土岐善麿、作曲：平井康三郎

## 主な卒業生
野球
- 田畑一也
- 吉田浩
- 森隆峰
- 髙橋聡文
- 矢地健人
- 森本龍弥
- 金平将至
- 山上直輝
- 中村来生

その他
- 吉村隆宏 - バスケットボール
- 本多純平 - バスケットボール
- 梅基天翔 - ラグビー
- 王金剛 - バレーボール
- 向翔一郎 - 柔道
- 荒田恭兵 - ハイダイバー、飛込競技
- 勘坂康弘 - 実業家
- 風吹ジュン - 俳優
- 中田祐矢 - 俳優
- 嶋川武秀 - 芸人（母心）、政治家（高岡市議会議員→富山県議会議員）
- 角田悠紀 - 政治家（高岡市議会議員→高岡市長）

## 系列校
- 高岡法科大学
- 高岡第一学園幼稚園教諭・保育士養成所
- これら以外に高岡第一学園附属幼稚園が5園ある。